# Anorhinosia spathulalba
Anorhinosia spathulalba är en insektsart som beskrevs av Thierry Bourgoin 1997. Anorhinosia spathulalba ingår i släktet Anorhinosia och familjen Meenoplidae. Inga underarter finns listade i Catalogue of Life.